# Regentenstraße 103 (Mönchengladbach)

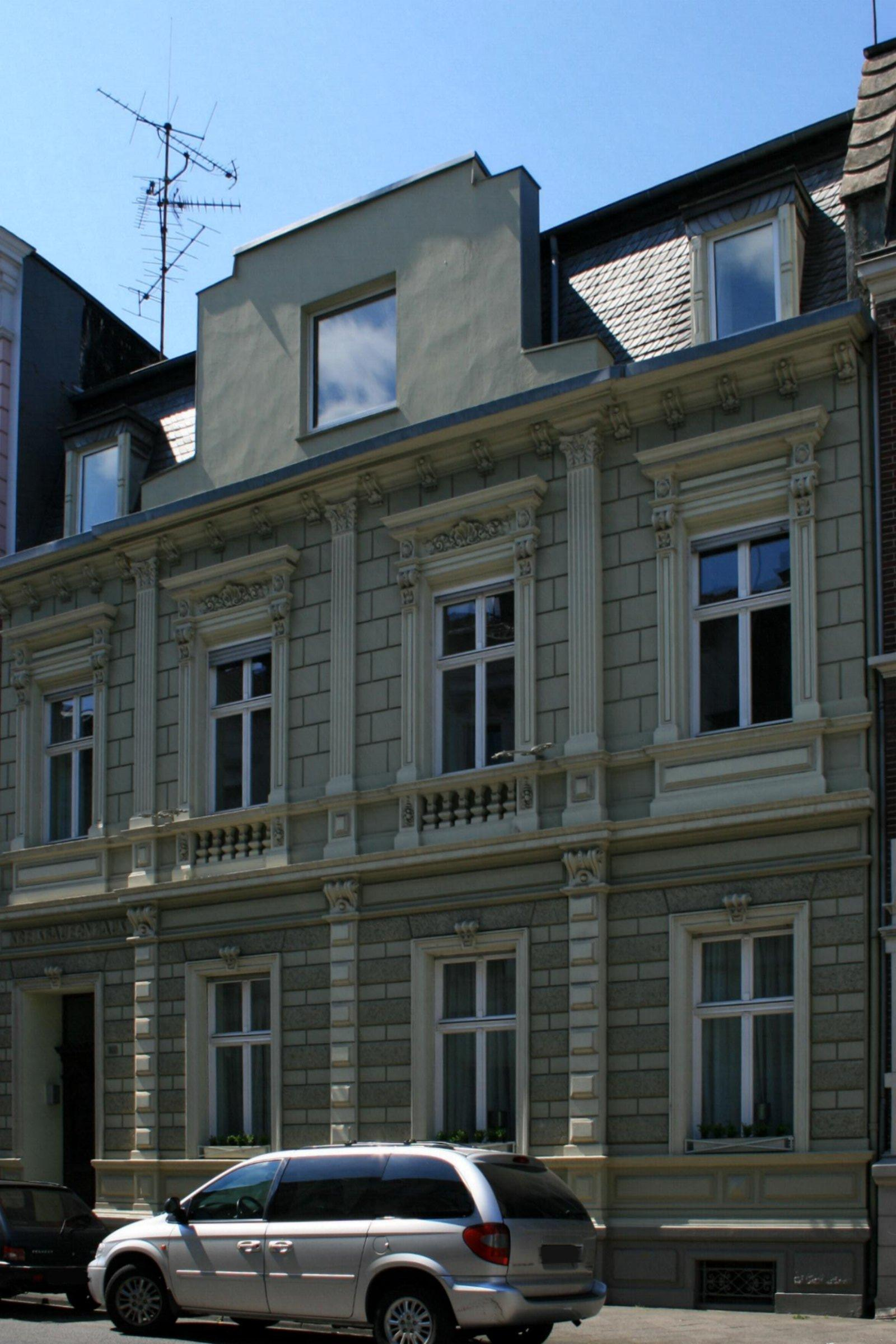
Wohnhaus (2010)

Das Wohnhaus Regentenstraße 103 steht im Stadtteil Eicken in Mönchengladbach (Nordrhein-Westfalen).
Das Gebäude wurde Ende des 19. Jahrhunderts erbaut. Es wurde unter Nr. R 052 am 17. Mai  1989 in die Denkmalliste der Stadt Mönchengladbach eingetragen.

## Lage
Das Gebäude liegt an der Nordseite der Regentenstraße in Eicken in einer historischen Baugruppe ähnlicher Häuser. 

## Architektur
Bei dem Haus handelt es sich um ein traufenständiges, zweigeschossiges und vierachsiges Gebäude. Die beiden Mittelachsen in ganzer Fassadenhöhe als flacher Risalit. Darüber ein Mansarddach mit je einer Gaube. Das gegen Ende des 19. Jahrhunderts im Stil der Neorenaissance dekorierte Gebäude ist Teil eines geschlossenen historischen Ensembles.